# Salzbergbahn
Die Salzbergbahn Hallein war eine Luftseilbahn, die die Bezirkshauptstadt Hallein mit dem Ort Dürrnberg verband.

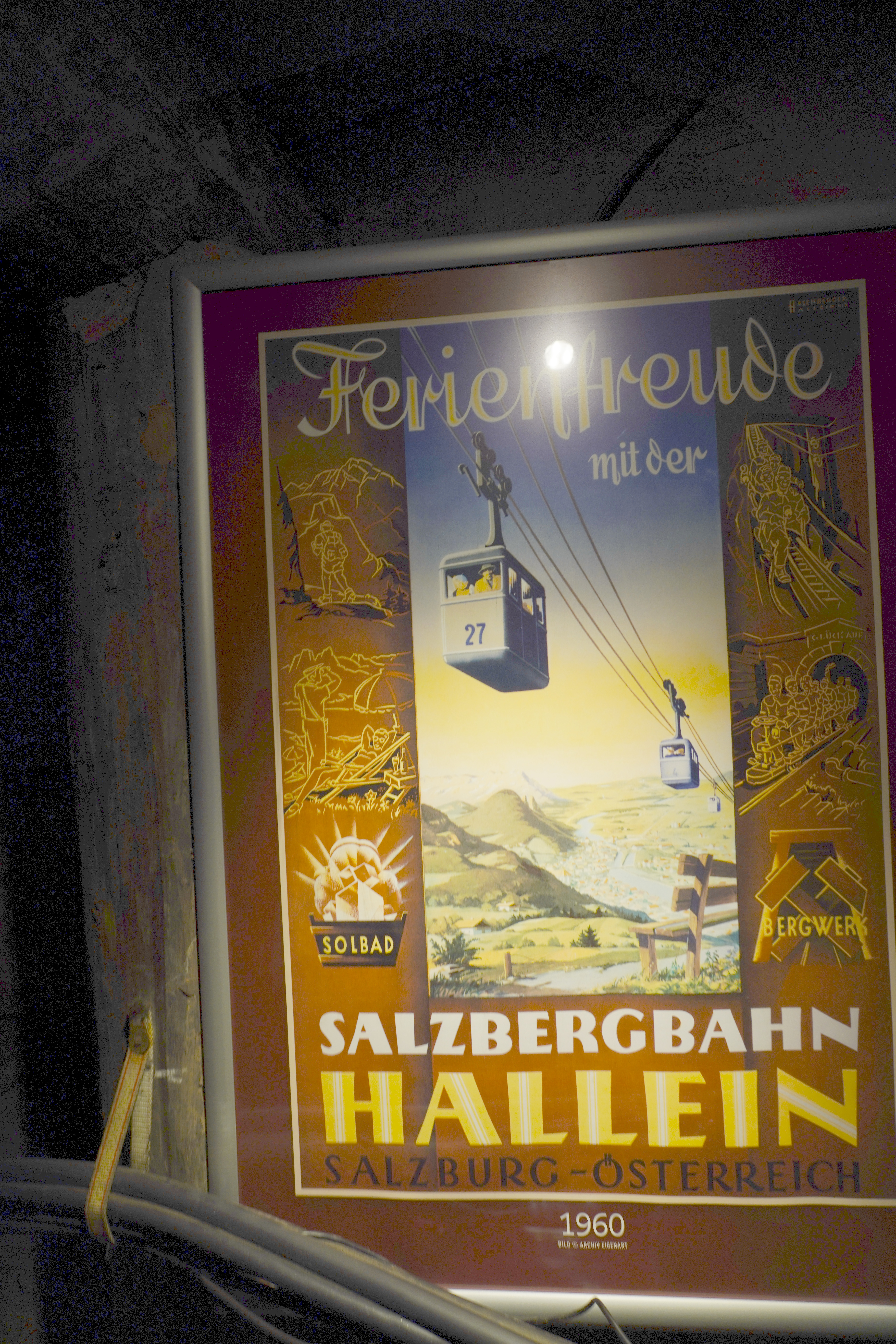
Plakat von 1960

## Geschichte
Die bestehenden Straßenverbindungen auf den Dürrnberg (Dürrnbergstraße, Winterstallstraße) waren streckenweise sehr steil und schwierig zu befahren. Daraus entstand die Idee für die Salzbergbahn, die aus Mitteln des Marshallplans in nur 104 Tagen unter der Bau- und Betriebsleitung von Ing. Herbert Jeschina errichtet wurde. Am 22. August 1952 fand unter Anwesenheit von Bundespräsident Theodor Körner die Eröffnung statt. Für über 30 Jahre stellte sie die wichtigste Verkehrsverbindung für Einheimische und Touristen dar. An die 8,5 Millionen Menschen wurden befördert, das entsprach einer Tagesfrequenz von 1100 Fahrgästen, dies waren neben der Dürrnberger Bevölkerung vor allem Besucher des Salzbergwerks Hallein und Wintersportler. Mit dem Bau der L 256 Dürrnberg Landesstraße, die ab Juni 1982 ganzjährigen Straßenverkehr auf den Dürrnberg zuließ, schwand die Bedeutung der Bahn. Die Gästezahl ging kontinuierlich zurück und mit 30. September 2001 wurde der Betrieb eingestellt.

## Beschreibung
Diese Luftseilbahn, nach dem System Wallmannsberger (benannt nach dem international bekannten Seilbahnpionier Dr. Georg Wallmannsberger) ausgeführt als Personen-Seilschwebebahn mit Vier-Personen-Kabinen, war eine Umlaufbahn angetrieben nach dem System Girak mit einem Elektromotor, welcher sich im Betriebsgebäude der Bergstation am Dürrnberg befand. Auf einer Laufschiene wurden die Kabinen mit der Hand zum Tragseil bewegt, mit einem Federmechanismus klemmten sich diese am Zugseil fest. Bei der Einfahrt in die Talstation beziehungsweise in die Bergstation lösten sich diese Klemmen und die Gondeln wurden durch eine Person um die Umlenkrolle geführt. Die Fahrgäste konnten einsteigen und die Kabine wurde wieder zum Tragseil gezogen und in das Zugseil eingeklemmt.
Die Seilbahn hatte eine Länge von 1543 Metern und führte vom Stadtteil Hallein zum 800 Meter hohen Moserstein am Kurort Bad Dürrnberg. In einer Fahrzeit von 10 Minuten konnten 348 Höhenmeter überwunden werden. Vollbesetzt konnten 400 Personen/Stunde auf den Dürrnberg transportiert werden. Die Bahn verfügte über 30 Kabinen, die mit je 4 Personen besetzt werden konnten.